# Филимон, Аполоније, Аријан и Теотих
Филимон, Аполоније, Аријан и Теотих су група хришћанских светитеља који су живели и проповедали током касног Римског царства и раног периода прогона хришћана . Ова четири светитеља имају значајно место у хришћанској историји због свог будног проповедања Јеванђеља и неустрашивости пред прогоном.
Током Диоклецијановог прогона хришћана који је беснео широм Римског царства, око 305. године, 37 хришћана је ухваћено у египатском граду Теби и бачено у тамницу чекајући суђење. Један од њих, чтец по имену Аполоније, плашећи се патње која га чека, али не желећи да постане очигледан отпадник, позвао је музичара Филимона, да се обуче у његово одело и уместо њега принесе жртву идолима, обећавајући му четири златника. Филемон је пристао, али баш у том тренутку, када је обукао Аполонијеву одећу, сишла је на њега благодат Божија: и сам Филимон је свим срцем поверовао у Исуса Христа и приликом приношења жртве, отворено је признао да је хришћанин. Због тога су обојица исуђени на мучење: пресекли су им жиле на ногама и вукли их по целом граду. Филимона су обесили о дрво и гађали га из лукова, али му стреле нису наудиле, а једна од њих, скренута, пробола је око владара. Потакнут саосећањем, Филимон је Аријану обећао да ће му се вратити вид ако после смрти мученика нанесе земљу са њиховог гроба на своју рану. Тада су оба мученика посечена.
Аријан је, како је предвиђено, убрзо добио исцељење на њиховом гробу и поверовао у Христа заједно са своја четири телохранитеља. Сазнавши да је Аријан крштен, Диоклецијан нареди да га, везаног по рукама и ногама, баце у дубоку јаму, са тешким каменом везаним за врат. Затим је рупу напунио земљом и поставио свој престо на врх да види да ли Бог хришћана може да спасе свог исповедника. Враћајући се у палату, цар се зачуди видевши Аријана како лежи у својим одајама на царском кревету, преко којег је висио камен и окови који су били на мученику. Опоравивши се од неописивог ужаса, Диоклецијан је наредио стражарима да Аријана и његова четири друга зашију у торбе и удаве их у мору као врачаре. Међутим, Господ није дозволио да драгоцене мошти мученика нетрагом нестану и послао је тамо великог делфина, који је на леђима свих пет тела испоручио на обалу код Александрије. Тамо су их одвеле побожне Аријанове слуге, пре своје смрти обратио њихов господар и свечано пренео свете мошти Антиноју.
Филемон, Аполоније, Аријан и Теотих су дошли из различитих друштвених средина и региона. 
По верзији из Пролога, у време цара Диоклецијана Аријан је био судија који је прогонио хришћане у Мисиру. Он је ухапсио Аполонија и припрети му мукама, тражећи од њега да принесе жртву идолима. Он је платио  Филимона, који је буи незнабожац, да то учини уместо њега, прерушен у његово одело. Но када је Филимон стао пред идоле, наједанпут засија светлост хришћанске вере у срцу његовом и он се прекрсти. Потом изађе и поче викати: "Хришћанин сам! слуга Христа Бога живога!" Чувши ово судија се насмеја мислећи да се Филимон подсмева хришћанима. Потом је Филимон бачен на муке. Убрзо су и Филимон и Аполоније осуђени и посечени од Аријана судије. Но тада се и Аријан обратио и постао хришћанин, након што је излечио своје слепо око чудесним начином на гробу Филимонову. И он је осуђен на смрт од стране цара Диоклецијана, и био погубљен заједно са још четири војника, који су такође постали хришћани.
Православна црква прославља свете Филимона, Аполонија, Аријана и Теотиха 14. децембра.